# Campeonato Capixaba de Futebol Feminino de 2011
O Campeonato Capixaba Feminino de 2011 foi a segunda edição do campeonato de futebol feminino do Estado do Espírito Santo. A competição foi organizada pela Federação de Futebol do Estado do Espírito Santo (FES). Com início em 26 de março e término em 18 de junho, contando com apenas cinco equipes. O Colatina conquista o título em final contra o atual campeão Vila Nova-ES.

## Regulamento
Na Primeira Fase as equipes jogam entre si em dois turno e returno, classificando-se as duas melhores equipes para a Fase Final em dois jogos com mando de campo da segunda partida do melhor classificado. O campeão garante vaga na Copa do Brasil de Futebol Feminino de 2011.

## Participantes
| Clube        | Cidade     | Títulos (último) |
| ------------ | ---------- | ---------------- |
| Comercial    | Castelo    | 0 (não possui)   |
| Colatina     | Colatina   | 0 (não possui)   |
| Ipiranga     | Serra      | 0 (não possui)   |
| Projeto SELC | Serra      | 0 (não possui)   |
| Vila Nova-ES | Vila Velha | 1 (2010)         |

## Finais
| 12 de junho | Colatina | 1 – 1 | Vila Nova-ES | Estádio Justiniano de Mello e Silva, Colatina |
| 9:30        |          |       |              |                                               |

| 18 de junho | Vila Nova-ES | 1 – 3 | Colatina | SESI de Cobilândia, Vila Velha |
| 15:00       |              |       |          |                                |

## Premiação
| Campeonato Capixaba Feminino de 2011 |
| ------------------------------------ |
| Colatina Campeão (1º título)         |